# Общественная безопасность (Болгария)
Общественная безопасность (болг. Обществена безопасност) — отделение болгарской полиции, выполнявшее функции политического сыска.

## История
Создано в 1907 году по Закону о столичной полиции. Первоначально являлось одним из трёх отделений Канцелярии софийского градоначальника и включало в себя шесть бюро: судебная полиция, дворцовая полиция (с функциями охраны), полиция нравов, бюро контроля, по борьбе с анархистами, путей сообщения и общественных заведений.
После присоединения Болгарии к блоку Центральных держав, во время первой мировой войны болгарские спецслужбы сотрудничали со спецслужбами Германии и Австро-Венгрии.
В 1919 году было выделено в самостоятельное отделение.
После военного переворота 9 июня 1923 года, отдел активно участвовал в репрессиях оппозиции — во время подавления июньского крестьянского восстания 1923 года, сентябрьского восстания 1923 года и в ходе апрельских событий 1925 года.
В январе 1924 года был принят Закон о защите государства, в соответствии с которым болгарские спецслужбы получили дополнительные полномочия.
С 1925 года преобразовано в отдел Государственной безопасности (болг. Държавна сигурност) Дирекции полиции, а количество бюро сокращено до пяти: отделения «А», «Б», «В», «Г» и «Д».
В 1941—1944 департамент «А» (специализировавшийся на коммунистическом подполье) возглавлял Никола Гешев, прославившийся эффективностью политического сыска и вербовки.